# 约翰·洛特
约翰·洛特（John William Lott，1959年1月12日—）是加利福尼亞大學柏克萊分校的数学教授，研究領域為微分几何。

## 生平
约翰·洛特于1978年在麻省理工学院获得学士学位，在加利福尼亞大學柏克萊分校获得数学和物理学硕士学位。 1983年获得數學博士学位，當時他的導師是艾沙道尔·辛格。之後约翰·洛特前往哈佛大学和法國高等科學研究所担任博士后研究院，之後又成為密西根大学的教职员工。2009年，他又前往加利福尼亞大學柏克萊分校任職。
2002年和2003年，格里戈里·佩雷尔曼在ArXiv上发表了两篇论文，声称使用理查德·哈密顿的里奇流理论证明了威廉·瑟斯顿的几何化猜想。 然而由于格里戈里·佩雷尔曼在證明時跳過了許多步驟，結果许多数学家无法理解他的論文意思。从2003年开始，约翰·洛特和布鲁斯·克莱纳一起詳細解釋了格里戈里·佩雷尔曼的論文以及證明過程，兩人的最終稿於2008年出版，並且於2013年更新。 2015 年，美国国家科学院向约翰·洛特和布鲁斯·克莱纳颁发科学评论奖。

## 外部鏈接
维基共享资源上的相關多媒體資源：约翰·洛特
- http://math.berkeley.edu/~lott/ （页面存档备份，存于）
- John W. Lott在數學譜系計畫的資料。